# Cleptometopus similaris
Cleptometopus similaris là một loài bọ cánh cứng trong họ Cerambycidae.